# Rejon komarniański
Rejon komarniański (ukr. Комарнівський район) – dawna jednostka podziału administracyjnego Ukraińskiej Socjalistycznej Republiki Radzieckiej w Związku Socjalistycznych Republik Radzieckich w latach 1940–1941 i 1944–1959.  Należał do obwodu drohobyckiego do 1959 roku, a po jego zniesieniu przez kilka miesięcy do obwodu lwowskiego. Siedziba władz rejonu znajdowała się w Komarnie.
Rejon komarniański został utworzony 17 stycznia 1940 na podstawie dekretu Prezydium Rady Najwyższej USRR o podziale na rejony zachodnich obwodów USRR, kiedy to w obwodzie drohobyckim utworzono 30 rejonów, między innymi komarniański. Rejon objął miasto Komarno oraz obszary zniesionych gmin Komarno i Podzwierzyniec, należące przed wojną do powiatu rudeckiego w województwie lwowskim.
Rejon komarniański przestał istnieć wraz z wybuchem wojny niemiecko-radzieckiej 22 czerwca 1941. Jego tereny weszły w skład Landkreis Lemberg dystryktu galicyjskiego Generalnego Gubernatorstwa.
Rejon został odtworzony 31 lipca 1944, po zajęciu tych terenów przez Armię Czerwoną.
21 maja 1959, w wyniku zniesienia obwodu drohobyckiego, rejon komarniański włączono do obwodu lwowskiego.
23 września 1959 rejon komarniański zniesiono, włączając jego obszar do rejonów gródeckiego, mikołajowskiego i rudeckiego.